# ادی هاپگود
ادی هَپگود (به انگلیسی: Eddie Hapgood) بازیکن فوتبال زادهٔ ۲۴ سپتامبر ۱۹۰۸ اهل کشور انگلستان بود که سابقهٔ بازی در باشگاه آرسنال و تیم ملی فوتبال انگلستان را در کارنامهٔ خود دارد. وی در تاریخ ۱۳ مه ۱۹۳۳ نخستین بازی ملی خود را در مقابل تیم ملی فوتبال ایتالیا انجام داد و با حضور در ۳۰ بازی ملی، در تاریخ ۱۸ مه ۱۹۳۹ واپسین بازی ملی‌اش را در برابر تیم ملی فوتبال یوگسلاوی برگزار کرد.
در ۱۴ مه ۱۹۳۸ در بازی تیم انگلستان و آلمان در ورزشگاه المپیک برلین، دیپلمات‌ها ادی هَپگود و هم تیمی‌هایش را مجبور کردند که پیش از آغاز بازی درود نازی سر دهند. در آن زمان آدولف هیتلر در ورزشگاه حضور نداشت. در پایان، تیم انگلستان توانست با نتیجه ۶–۳ آلمان را شکست دهد. هرچند که برای هیتلر تبلیغات سیاسی مهم‌تر از نتیجه مسابقه بود.